# Miserere (Allegri)

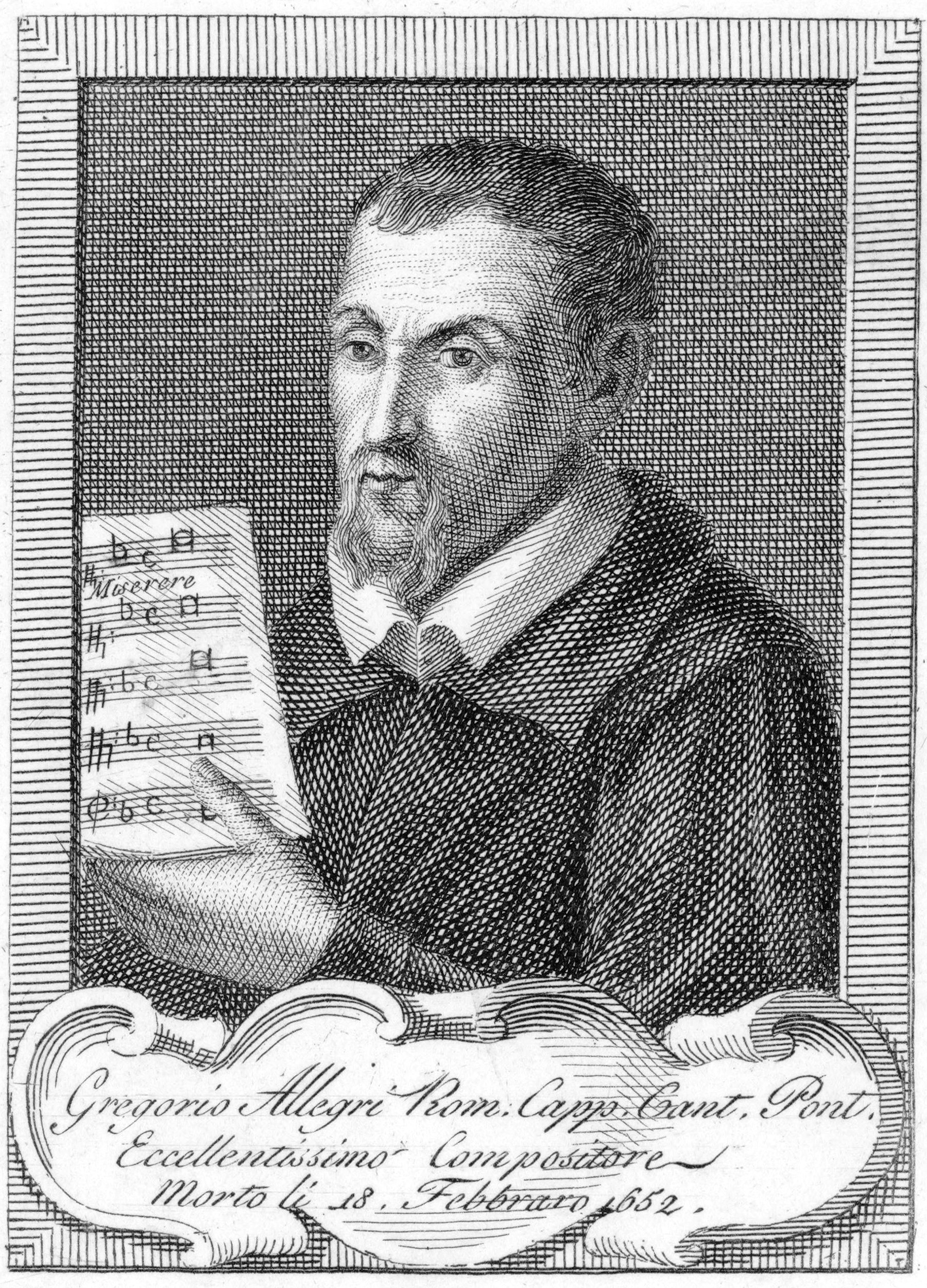
Stich von Gregorio Allegri, er hält ein mit Miserere bezeichnetes Notenblatt in der Hand

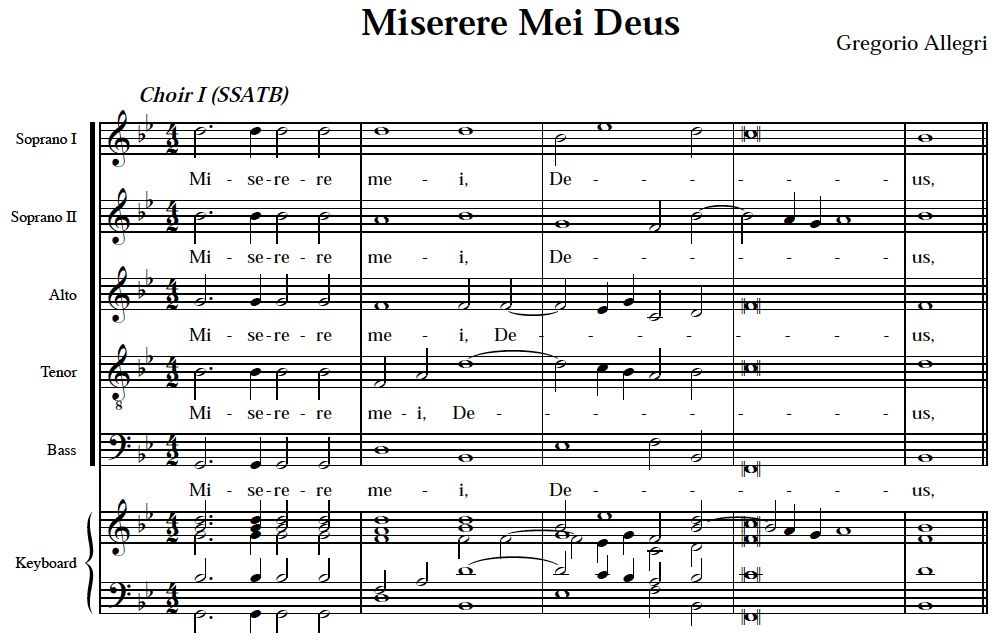
Die ersten Takte des Miserere von Allegri

Das Miserere von Gregorio Allegri ist eine berühmte A-cappella-Vertonung von Psalm 51 (Ps 50  in der Zählung der Vulgata). Es ist benannt nach dem Incipit dieses Psalms in der  lateinischen  Vulgata, Miserere mei, Deus, secundum magnam misericordiam tuam, „Gott, sei mir gnädig nach deiner Güte.“
Allegri schrieb es vermutlich in den 1630er-Jahren, während er unter dem Pontifikat von Urban VIII. päpstlicher Kapellsänger in Rom war. Es wurde in der Sixtinischen Kapelle bis 1870 in der Karwoche in den Karmetten als erster Psalm der Laudes gesungen.
Das Werk ist von mehreren Mythen umgeben, einschließlich der Legende, dass der vierzehnjährige Wolfgang Amadeus Mozart das Stück 1770 bei einem Romaufenthalt zum Mittwochsgottesdienst gehört und später aus dem Gedächtnis korrekt aufgeschrieben habe, oder dass das Kopieren der Partitur bei Strafe der Exkommunikation verboten gewesen sei.
Im 18. und 19. Jahrhundert erfuhr das Werk mehrere Umschreibungen und Ergänzungen, unter anderem durch Felix Mendelssohn Bartholdy 1831 und Pietro Alfieri 1840.
Das Miserere ist ein vergleichsweise schlichter Fauxbourdon-Satz für neun Stimmen, die sich auf zwei sich abwechselnde Chorgruppen verteilen. Ein fünfstimmiger Chor singt eine einfache Version des Miserere, der zweite, vierstimmige, an einer anderen Stelle des Aufführungsraums eine ornamentierte Variante. Durch einen Übertragungsfehler in einer durch William Smyth Rockstro für die erste Ausgabe des Grove Dictionary of Music and Musicians (1880) zusammengestellten Version wurde ein Abschnitt des Werkes eine Quarte zu hoch notiert, so dass die höchste Sopranstimme dabei das dreigestrichene c (c3) erreicht. Die heute üblicherweise gesungene Version des Stücks weicht insofern also vom Original ab. Durch ihre weite Verbreitung (und besonders durch eine englischsprachige Aufnahme des King’s College Choir, Cambridge von 1963) wurde sie dennoch zu einem Kunstwerk eigenen Ranges.